# Rabia Şermi Kadın
Rabia Şermi Kadın (tiếng Thổ Nhĩ Kỳ Ottoman: رابعہ شرمی قادین) là một Hậu cung của Sultan Ahmed III và là thân mẫu của Sultan Abdul Hamid I.

## Tiểu sử
Không rõ xuất thân của Şermi. Do mang danh hiệu Kadın nên Şermi chắc chắn là một Chính thất của Ahmed III trong Bát đẳng Kadın. Vào năm 1725, bà hạ sinh Şehzade Abdul Hamid, sau này đăng cơ là Abdul Hamid I. Không rõ ngoài Hamid, hoàng hậu Şermi còn sinh thêm những người con nào không.
Năm 1728, khi Hamid lên 3 tuổi, hoàng hậu Şermi cho xây một đài phun nước ở Şemsipaşa, Üsküdar. Sau khi Ahmed III thoái vị vào năm 1730, Şermi cùng với các thành viên khác trong gia quyến theo Ahmed lui về sống ở Kafes phía sau hậu cung. Trong khoảng thời gian này, Şermi đã dạy con trai mình lịch sử và thư pháp.
Şermi có lẽ đã mất vào khoảng năm 1732. Quách của bà được đặt trong Nhà thờ Hồi giáo New ở Eminönü (thành phố Istanbul, Thổ Nhĩ Kỳ), bên cạnh Emine Mihrişah Kadın, một Chính thất khác của Ahmed III, và là mẹ đẻ của Sultan Mustafa III. Abdul Hamid I sau khi lên ngôi đã cho xây Nhà thờ Hồi giáo Beylerbeyi để tưởng nhớ mẹ của mình. Do không còn sống tới thời điểm con trai được làm vua, hoàng hậu Şermi không được gọi bằng Valide sultan (tương đương Hoàng thái hậu trong nền phong kiến Á Đông).